# Noël Alexandre
Noël Alexandre, in latino Natalis Alexander, O.P. (Rouen, 19 gennaio 1639 – Parigi, 21 agosto 1724), è stato un teologo e storico francese.

## Biografia
Religioso dell'Ordine Domenicano, venne chiamato nella capitale francese come insegnante di filosofia al collegio di Saint-Jacques, di cui fu anche rettore, e fu docente di teologia alla Sorbona (dal 1675) e padre provinciale a Parigi (1706-1710): fu tutore di Jacques-Nicolas de Colbert, figlio di Jean-Baptiste, e Luigi XIV, che ebbe modo di apprezzarne le omelie, gli accordò una pensione.
Di tendenze moderatamente gianseniste, venne privato della pensione ed esiliato a Châtellerault: nel 1713 fu tra gli "appellanti" alla bolla Unigenitus; si schierò apertamente contro i gesuiti nella questione dei riti cinesi.
Fu autore di una Selecta historiae ecclesiasticae capita (1678-1687), messa all'Indice da papa Innocenzo XI, riscritta e ripubblicata nel 1699 come Historia ecclesiastica veteris novique testamenti; ha inoltre lasciato una Theologia dogmatica et moralis secundum ordinem catechismi concilii Tridentini (1694), ispirata alle dottrine tomistiche, due commentari al Vangelo (1703) ed alle epistole paoline (1710).

## Opere principali
- Selecta historiae ecclesiasticae capita, et in loca ejusdem insignia dissertationes historicae, chronologicae, dogmaticae (26 volumi, Parigi, 1676–1686);
- Selecta historiae Veteris Testamenti capita, &c., (6 volumi, Parigi 1689). Tra le numerose edizioni della storia ecclesiastica di Alexandre, la migliore è quella curata da Giovanni Domenico Mansi, che contiene molte note e aggiunte preziose (Lucca, 1748-52, 9 volumi in folio) ed è stata spesso ristampata;
- Theologia dogmatica et moralis secundum ordinem catechismi concilii Tridentini (10 volumi, Parigi, 1694);
- Conformités des cérémonies chinoises avec l'idolatrie grecque et romaine e Sept lettres sur les cérémonies de la Chine (entrambi pubblicati a Colonia nel 1700) sono opere pionieristiche nello studio della religione comparata.